# Лобунець Роман Павлович
Роман Павлович Лобунець — полковник Збройних сил України.
Перший заступник командира 56-го ОВЗ ЗС України, начальник штабу — заступник начальника армійської авіації командування Сухопутних військ Збройних Сил України.

## Нагороди
8 вересня 2014 року — за особисту мужність і героїзм, виявлені у захисті державного суверенітету та територіальної цілісності України, вірність військовій присязі під час російсько-української війни, відзначений — нагороджений орденом Данила Галицького.